# اگنس ورنون

اگنس ورنون (انگلیسی: Agnes Vernon؛ ۲۷ دسامبر ۱۸۹۵ – ۲۱ فوریه ۱۹۴۸) یک هنرپیشه آمریکایی دوران صامت بود. ورنون در لا گراند، اورگان متولد شد. او بین سال‌های ۱۹۱۴ تا ۱۹۲۲ در بیش از ۹۰ فیلم ظاهر شد. او چندین فیلم در استرالیا ساخت که توسط اسنوی بیکر و ای جی کارول به نمایش درآمد. او گاهی اوقات به عنوان براونی ورنون شناخته می‌شد.